# NGC 1618
NGC 1618 è una galassia a spirale barrata situata nella costellazione dell'Eridano, a una distanza di circa 233 milioni di anni luce dalla nostra Via Lattea.

## Scoperta
La galassia è stata scoperta il 1 febbraio 1786 dall'astronomo britannico di origine tedesca William Herschel.

## Descrizione
NGC 1618 ha una classe di luminosità II e presenta una larga riga a 21 cm dell'idrogeno neutro.